# Brassolis
Brassolis es un género de mariposas de la familia Nymphalidae.

## Especies
- Brassolis astyra Godart, [1824]
- Brassolis haenschi Stichel, 1902
- Brassolis isthmia Bates, 1864
- Brassolis sophorae (Linnaeus, 1758)